# Agrostis ramulosa
Agrostis ramulosa é uma espécie de gramínea do gênero Agrostis, pertencente à família Poaceae.